# ČSD-serija 556.0
Lokomotiva ČSD-serija 556.0 je bila zasnovana za tovorni promet kot lokomotiva s tenderjem nekdanjih Češkoslovaških železnic (ČSD). Zaradi vgrajene kurilne naprave Stoker, je dobila ime "Štokr".

## Zgodovina
Njena zasnova je bila potrebna zaradi naraščajoče potrebe po večjem številu tovornih vlakov in ker so bile lokomotive serije 534.03 prepočasne in lokomotive serije 555.0 zaradi različnih vzrokov neuporabne.
Dobra izkušnja nemških parnih lokomotiv serije 50 in 52 z osno konfiguracijo 1'E je dala vzpodbudo tovarni Škoda v Plzeňu pod vodstvom ing. Kalčika.
Lokomotiva je kmalu kmalu pokazala svoje zmogljivosti. Tako je leta 1952 vlekla vlak teže 1.400 t na naklonu 10 ‰ s hitrostjo 23 km/h.
Od leta 1954 do 1958 so vlekle nekaj težkih vlakov:
- vlak teže 3.002 t brez potisne pomoči
- vlak teže 7.392 t (432 osi in 1.500 m dolžina) s potiskom
- rekorden je bil vlek vlaka 20. decembra 1958. Vlak je imel 484 osi, 212  vagonov, teža je bila 8.272 t, dolžina pa 1.800 m. Vlekla ga je 556.0338, porivala pa 565.0020. Deloma je pomagala 556.015 kot druga potisna lokomotiva. Zaradi tega rekorda so v vlake rjavega premoga teže 4.000 t vpenjali lokomotive serije 556.0.

Zaradi nizke osne obremenitve je bila uporabna na vseh progah. Tudi internacionalno je naredila lokomotiva velik vtis. 1957 je bila 556.0265 za merilne zadeve pri VES-M Halle, druge lokomotive so bile v Romuniji za merjeni namen. 1971 so 17 lokomotive na Madžarskem pomagale.
Z elektrifikacijo glavnih čeških prog in naročevanjem dizelskih lokomotiv, so parne lokomotive postopoma izgubljale svoj primat, v 1970-tih let so postale odveč. Leta 1980 se je končal parni promet pri ČSD.
Ohranjenih je bilo samo nekaj lokomotiv, v operativnem stanju je ostala samo 556.0506 v Budvarju in 556.0036 v Bratislavi v neoperativnem pa 556.0298 v Pragi, 556.0510 v Chomutovu, 556.0039 v Plešivecu, 556.0254 ter 556.0271 v železniškem muzeju Lužná u Rakovníku in 556.0458 v Liptovský Mikuláš. Zaradi zelo slabega stanja so demontirali 556.0304 v Lužnáji.

## Tehnični podatki
V zasnovi serije 556.0 je bila uporabljena vsa do tedaj razvita tehnologija. Lokomotive so bile popolnoma varjene, imele so varjen kotel z zgorevalno komoro, jekleno kurišče, valjčni ležaj na vseh oseh ter pogonih, mehanično napajanje kurišča "Stoker", Kychlap dvojni dimnik ter stresalno rešetko. Kotel je bil enak kot v lokomotivi serije 475.1, vendar je bil pritisk kotla povečan na 18 barov.
| Oznaka:                      | ČSD 556.0001 - 0510    |
| Količina:                    | 510                    |
| Proizvajalec:                | Škoda, Plzeň           |
| Leta proizvodnje:            | 1951-1958              |
| Izločitev:                   | 1983                   |
| Osna konfiguracija:          | 1'E h2                 |
| Razdalja med kolesi:         | 1435 mm (standard)     |
| Dolžina preko odbojnikov:    | 24.300 mm              |
| Trdi razvoj koles:           | 6.600 mm               |
| Popoln premer koles:         | 9.200 mm               |
| Razvoj s tenderjem:          | 19.340 mm              |
| Najmanjši polmer:            | 120 m                  |
| Prazna teža s prtljažnikom:  | 117,2 t                |
| Delavna teža:                | 99,0 t                 |
| Delavna teža s prtljažnikom: | 184,9 t                |
| Teža trenja:                 | 84,0 t                 |
| Osna obremenitev:            | 16 t                   |
| Največja hitrost:            | 80 km/h                |
| Indicirana moč:              | 1.620 kW               |
| Moč speljevanja:             | 160 kN                 |
| Premer pogonskih koles:      | 1400 mm                |
| Premer koles spredaj:        | 900 mm                 |
| Število valjev:              | 2                      |
| Razmer valjev:               | 550 mm                 |
| Omehčava valjev:             | 660 mm                 |
| Kotlovni pritisk:            | 18 bar                 |
| Številka ogrevalnih cevi:    | 101                    |
| Dolžina ogrevalnih cevi:     | 5.250 mm               |
| Površina grila:              | 4,34 m²                |
| Površina kurjave:            | 24,2 m²                |
| Površina cevi kurjave:       | 176,8 m²               |
| Površina pregrevalnika:      | 75,2 m²                |
| Površina uparjanja:          | 201 m²                 |
| Tender / prtljažnik:         | 935.2                  |
| Količina vode:               | 35 m³                  |
| Količina goriva:             | 20 m³                  |
| Zavora:                      | ročna zavora           |
| Zračna zavora:               | Westinghouse/Božič G/P |
| Uravnavanje:                 | Heusinger              |